# سرخیو پیتول
 سرخیو پیتول (انگلیسی: Sergio Pitol؛ زادهٔ ۱۸ مارس ۱۹۳۳ - مرگ ۱۲ آوریل ۲۰۱۸) یک زبان‌شناس، دیپلمات، و مترجم اهل مکزیک بود.
وی همچنین برنده جوایزی همچون جایزه سروانتس شده بود.
وی سرانجام در ۱۲ آوریل ۲۰۱۸ (۲۳ فروردین ۱۳۹۷) در سن ۸۵ سالگی درگذشت.